# Alessia Mancarella
Alessia Mancarella (Napoli, 10 luglio 1986) è un'attrice italiana.

## Biografia
Alessia Mancarella è originaria di Napoli. Nel 2005 si iscrive all'università nella facoltà di Sociologia, ma abbandona gli studi per trasferirsi a Roma: qui frequenta la Scuola di Cinema nel 2007 e il Centro sperimentale di cinematografia; presso quest'ultimo consegue il diploma di recitazione nel 2011.
Nel 2007 vince il reality show La sposa perfetta. Dopo varie apparizioni come personaggio minore in produzioni teatrali, televisive e cinematografiche, nel 2012 ottiene il suo primo ruolo da co-protagonista nella serie Benvenuti a tavola - Nord vs Sud, dove interpreta Alessia Perrone.

## Teatro
- Perché all'amore non si risponde con l'amore?, diretto da Eljana Popova (2010)
- Psichè, diretto da Massimo Reale (2011)
- Bastardi senza diploma, diretto da Alessio Di Clemente (2011)
- Abbiamo giocato con la sostanza della vita e abbiamo perso, diretto da Eljana Popova (2011)
- Full for love, di Sam Shepard, diretto da Vito Mancusi (2012)
- Peonie, diretto da Massimiliano Perrotta (2013)
- Guardami, comprami...picchiami, diretto da Giacomo Angioni (2014)
- Amami un po', diretto da Michele di Francesco (2015)
- Solo cento volte, diretto da Emiliano de Martino (2016)

## Filmografia

### Cinema
- Il momento giusto, regia di Alessandro De Vivo e Ivano Di Natale – cortometraggio (2008)
- Uscita a quattro, regia di Adriano Candiago – cortometraggio (2010)
- Combattere è un destino, regia di Alessandro Guida (2010)
- Amore buio, regia di Massimo Terranova – cortometraggio (2011)
- Amori elementari, regia di Sergio Basso (2013)
- Le parole degli eroi, regia di Massimo Reale (2015)
- Il padre di mia figlia, regia di Carlo Alberto Biazzi - cortometraggio (2016)

### Televisione
- La famiglia Lindi – serie TV (2008)
- Benvenuti a tavola - Nord vs Sud – serie TV, 34 episodi (2012-2013)